# Великий Ліс (Коростенська міська громада)
Вели́кий Ліс — село в Україні, у Коростенській міській територіальній громаді Коростенського району Житомирської області. Чисельність населення становить 105 осіб (2001). До 1954 року — хутір.

## Населення
Наприкінці 19 століття кількість населення становила 22 особи, дворів — 4.
У 1906 році налічувався 41 мешканець, дворів — 10, у 1923 році — 62 двори та 345 мешканців.
Відповідно до результатів перепису населення СРСР, кількість населення, станом на 12 січня 1989 року, становила 183 особи. Станом на 5 грудня 2001 року, відповідно до перепису населення України, кількість мешканців села становила 105 осіб.

### Мова
Розподіл населення за рідною мовою за даними перепису 2001 року:
| Мова       | Кількість | Відсоток |
| ---------- | --------- | -------- |
| українська | 105       | 100%     |

## Історія
Наприкінці 19 століття — хутір Татарновицької волості Овруцького повіту.
У 1906 році — хутір Татарновицької волості (2-го стану) Овруцького повіту Волинської губернії. Відстань до повітового центру, м. Овруч, становила 46 верст, до волосного центру, містечка Татарновичі — 11 верст. Найближче поштово-телеграфне відділення розміщувалося у міст. Іскорость.
У 1923 році увійшло до складу новоствореної Мединівської сільської ради, яка, 7 березня 1923 року, включена до складу новоутвореного Народицького району Коростенської округи. Розміщувалося за 29 верст від районного центру, міст. Народичі, та за 2 версти від центру сільської ради, х. Мединівка. 23 лютого 1927 року, в складі сільської ради, переданий до Чоповицького району Коростенської округи, 5 лютого 1935 року — до складу Малинського району, 17 лютого 1935 року — Чоповицького району Київської області.
У 1954 році віднесений до категорії сіл. 28 листопада 1957 року, разом із сільською радою, включене до складу Малинського району Житомирської області, 30 грудня 1962 року — до складу Коростенського району, 4 січня 1965 року — Малинського району, 19 квітня 1965 року — Коростенського району Житомирської області.
12 червня 2020 року, відповідно до розпорядження Кабінету Міністрів України № 711-р «Про визначення адміністративних центрів та затвердження територій територіальних громад Житомирської області», увійшло до складу Коростенської міської територіальної громади Коростенського району Житомирської області.

## Відомі люди
- Скуратівський Василь Тимофійович (1939—2005) — заслужений журналіст України, лауреат літературно-мистецьких премій.